# Eleccions generals de Bòsnia i Hercegovina de 2002
Les eleccions generals de Bòsnia i Hercegovina de 2002 es va dur a terme el 5 d'octubre de 2002 per a elegir la Presidència de Bòsnia i Hercegovina, així com el govern federal i els governs cantonals.

## Presidència de Bòsnia i Hercegovina
És escollit un president de cadascun dels tres pobles constitucionals del país: els bosnians, croats i serbis.
Resultat de les eleccions presidencials de Bòsnia i Hercegovina de 5 d'octubre de 2002 
| Candidats                                             | Partits nominants | Bosnians        | Serbis           | Croats           |
| ----------------------------------------------------- | ----------------- | --------------- | ---------------- | ---------------- |
| Sulejman Tihić                                        | SDA               | 192.661 (37,3%) |                  |                  |
| Haris Silajdžić                                       | SBiH              | 179.726 (34,8%) |                  |                  |
| Alija Behmen                                          | SPBiH             | 90.434 (17,51%) |                  |                  |
| Fikret Abdić                                          | DNZ               | 21.164 (4,10%)  |                  |                  |
| Faruk Balijagić                                       | BOSS              | 9.650 (1,87%)   |                  |                  |
| Emir Zlatar                                           | BPS-SH            | 6.500 (1,26%)   |                  |                  |
| Rasim Kadić                                           | LDS               | 5.360 (1,04%)   |                  |                  |
| Mirko Šarović                                         | SDS               |                 | 180.212 (35,5%)  |                  |
| Nebojša Radmanović                                    | SNSD              |                 | 101.119 (19,93%) |                  |
| Ognjen Tadić                                          | SRS-RS            |                 | 44.262 (8,72%)   |                  |
| Desnica Radivojević                                   | SDA               |                 | 41.667 (8,21%)   |                  |
| Branko Dokić                                          | PDP-RS            |                 | 41.228 (8,13%)   |                  |
| Mirko Banjać                                          | SNP               |                 | 23.238 (4,58%)   |                  |
| Mladen Grahovac                                       | SPBiH             |                 | 22.852 (4,50%)   |                  |
| Dragutin Ilić                                         | SPRS              |                 | 18.533 (3,65%)   |                  |
| Milorad Cokić                                         | DNS               |                 | 16.329 (3,18%)   |                  |
| Svetozar Radivojević                                  | SNS-RS            |                 | 5.143 (1,01%)    |                  |
| Dragan Čović                                          | HDZ BiH           |                 |                  | 114.606 (61,52%) |
| Mladen Ivanković-Lijanović                            | EB-HDU            |                 |                  | 32.411 (17,40%)  |
| Mijo Anić                                             | NHI               |                 |                  | 16.355 (8,77%)   |
| Stjepan Kljuić                                        | RS-BiH            |                 |                  | 9.413 (4,05%)    |
| Željko Koroman                                        | HPB               |                 |                  | 5.255 (2,82%)    |
| Žarko Mišić                                           | HKDU-BiH          |                 |                  | 5.142 (2,76%)    |
| Marinko Brkić                                         |                   |                 |                  | 2.154 (1,16%)    |
| Total                                                 |                   | 516.610         | 507.414          | 186.291          |
| Font: Izbori.ba Arxivat 2012-03-18 a Wayback Machine. |                   |                 |                  |                  |

## Parlament estatal
A nivell estatal, s'escull una Assemblea Parlamentària de Bòsnia i Hercegovina, formada per:

### Cambra de Representants
Segons la Constitució de Bòsnia i Hercegovina, els representants de la Federació de Bòsnia i Hercegovina s'assignen 28 escons, mentre que els representants de la República Sèrbia tenen 14 escons. Hi ha 42 escons en total.
Resultat de les eleccions a la Cambra de Representants de Bòsnia i Hercegovina de 5 d'octubre de 2002 
| Partits | Vots    | %     | Esconss |
| --- | ------- | ----- | ------- |
| Partit d'Acció Democràtica (Stranka Demokratske Akcije)                                                                    | 269,427 | 23.71 | 10      |
| Partit Democràtic Serbi (Srpska demokratska stranka)                                                                       | 172,544 | 15.18 | 5       |
| Partit per Bòsnia i Hercegovina (Stranka za Bosnu i Hercegovinu)                                                           | 136,090 | 11.97 | 6       |
| Partit Socialdemòcrata de Bòsnia i Hercegovina (Socijaldemokratska partija Bosne i Hercegovine)                            | 134,384 | 11.82 | 5       |
| Aliança dels Socialdemòcrates Independents (Stranka nezavisnih socijaldemokrata)                                           | 114,591 | 10.08 | 3       |
| Koalicija - Unió Democràtica Croata de Bòsnia i Hercegovina (Hrvatska demokratska zajednica) - Democristians (Demokršćani) | 114,207 | 10.05 | 5       |
| Partit del Progrés Democràtic (Partija demokratskog progresa RS )                                                          | 53,177  | 4,68  | 2       |
| Partit Socialista de la República Sèrbia (Socijalistička partija Republike Srpske )                                        | 22.136  | 4,32  | 1       |
| Partit Bosnià (Bosanska stranka)                                                                                           | 18.411  | 2,57  | 1       |
| Partit dels Pensionistes de Bòsnia i Hercegovina (Stranka penzionera/umirovljenika BiH)                                    | 17.164  | 2,45  | 1       |
| Aliança Democràtica Popular (Demokratska Narodna Zajednica)                                                                | 16.454  | 2,29  | 1       |
| Nova Iniciativa Croata (Nova hrvatska inicijativa)                                                                         | 13.820  | 1,93  | 1       |
| Bloc Econòmic (Ekonomski blok HDU - Za boljitak)                                                                           | 16.052  | 2,24  | 1       |
| Total (participació 53,9%)                                                                                                 |         |       | 42      |
| Font: Izbori.ba Arxivat 2012-03-18 a Wayback Machine.                                                                      |         |       |         |

### Cambra dels Pobles
Els 15 membres de la Cambra dels Pobles seran elegits als parlaments de les entitats - 10 membres de la Cambra de Representants del Parlament de la Federació de Bòsnia i Hercegovina (5 bosnians i 5 croats), i 5 membres de l'Assemblea Nacional de la República Sèrbia.

## Parlaments de les entitats
A nivell d'entitat, la Federació de Bòsnia i Hercegovina i la República Sèrbia escolliran nous governs.

### Federació de Bòsnia i Hercegovina
A la Federació això inclou:

#### Cambra de Representants de la Federació de Bòsnia i Hercegovina
Resultats finals de les eleccions de 5 d'octubre de 2002, només s'enumeren els partits que han obtingut representació
|  | Partit                                                        | Vots    | Reg. | Com. | Total |
|  | ------------------------------------------------------------- | ------- | ---- | ---- | ----- |
|  | Partit d'Acció Democràtica (SDA)                              | 234.923 | 28   | 4    | 32    |
|  | Unió Democràtica Croata de Bòsnia i Hercegovina (HDZ/HNZ/HSP) | 113.197 | 15   | 1    | 16    |
|  | Partit per Bòsnia i Hercegovina (Za BiH)                      | 109.843 | 13   | 2    | 15    |
|  | Partit Socialdemòcrata (SDP)                                  | 111.668 | 13   | 2    | 15    |
|  | Partit Bosnià (BOSS/SDU)                                      | 20.188  | 1    | 2    | 3     |
|  | Partit dels Pensionistes de Bòsnia i Hercegovina (SPUBiH)     | 16.583  | 0    | 2    | 2     |
|  | Aliança Democràtica Popular                                   | 16.383  | 2    | 0    | 2     |
|  | Bloc Econòmic (BE-HDU)                                        | 13.967  | 1    | 1    | 2     |
|  | Nova Iniciativa Croata (NHI)                                  | 13.967  | 1    | 1    | 2     |
|  | Partit Patriòtic Bosnià-Hercegoví-Sefer Halilović (BPS)       | 9.734   | 0    | 1    | 1     |
|  | Partit Camperol Croat (Bòsnia i Hercegovina) (HSS-BiH)        | 6.329   | 0    | 1    | 1     |
|  | Partit Liberal Democràtic (LDS)                               | 5.971   | 0    | 1    | 1     |
|  | Unió Democristiana Croata (HKDU BiH)                          | 5.699   | 0    | 1    | 1     |
|  | Aliança dels Socialdemòcrates Independents                    | 5.198   | 0    | 1    | 1     |
|  | Partit Croat dels Drets (HSP-BiH)                             | 4.401   | 0    | 1    | 1     |
|  | Partit Democràtic Cívic (GDS)                                 | 4.032   | 0    | 1    | 1     |
|  | Bloc Croat de Dretes (HPB)                                    | 3.880   | 0    | 1    | 1     |
|  | Partit Popular Pro-europeu (PROENS)                           | 3.769   | 0    | 1    | 1     |

Reg. - Mandats des d'unitats electorals regionals; Com. - Mandats per llistes compensatòries

Font - Comissió Electoral Central de Bòsnia i Hercegovina

### Repúblika Srpska
A la República sèrbia, el govern està format per 
- Primer Ministre de la República Sèrbia
- President (serbi) i vice-presidents (croat i bosnià) de la República Sèrbia
- Assemblea Nacional de la República Sèrbia

#### Assemblea Nacional de la República Sèrbia
Resultat de les eleccions a l'Assemblea Nacional de la República Sèrbia de 5 d'octubre de 2002 
| Partits                                                                                         | Vots    | %     | Escons |
| ----------------------------------------------------------------------------------------------- | ------- | ----- | ------ |
| Partit Democràtic Serbi (Srpska demokratska stranka)                                            | 159.164 | 31,19 | 26     |
| Aliança dels Socialdemòcrates Independents (Stranka nezavisnih socijaldemokrata)                | 111.226 | 21,79 | 19     |
| Partit del Progrés Democràtic (Partija demokratskog progresa RS )                               | 54.756  | 10,73 | 9      |
| Partit d'Acció Democràtica (Stranka Demokratske Akcije)                                         | 36.212  | 7,10  | 6      |
| Partit Radical Serbi de la República Sèrbia (Srpiska Radikalna Stranka za RS)                   | 22.396  | 4,39  | 4      |
| Partit per Bòsnia i Hercegovina (Stranka za Bosnu i Hercegovinu)                                | 18.624  | 3,65  | 4      |
| Partit Socialista de la República Sèrbia (Socijalistička partija Republike Srpske )             | 21.417  | 4,21  | 3      |
| Aliança Democràtica Popular (Demokratska Narodna Savez)                                         | 20.375  | 3,99  | 3      |
| Partit Socialdemòcrata de Bòsnia i Hercegovina (Socijaldemokratska partija Bosne i Hercegovine) | 17.227  | 3,38  | 3      |
| Partit dels Pensionistes de la República Sèrbia (Penzionerska Stranka Republike Srpske)         | 9.019   | 1,77  | 1      |
| Lliga del Renaixement Popular (Savez Nardonog Preporoda )                                       | 6.449   | 1,26  | 1      |
| Partit Popular Serbi (República Sèrbia) (Srpski Narodni Savez RS)                               | 4.992   | 0,98  | 1      |
| Partit Democràtic Patriòtic (DPS)                                                               | 4.730   | 0,93  | 1      |
| Partit Democràtic (Demokratska Stranka)                                                         | 4.343   | 0,85  | 1      |
| Nova Iniciativa Croata (Nova hrvatska inicijativa)                                              | 3.109   | 0,61  | 1      |
| Total                                                                                           | 510.377 |       | 89     |
| Font: Izbori.ba Arxivat 2012-03-18 a Wayback Machine.                                           |         |       |        |

## Parlaments cantonals
|  | Partit                                                    | USK | ŽP | TK | ZDK | BPK | SBK ŽSB | HNK ŽHN | ZHŽ | KS | K10 | Total |
|  | --------------------------------------------------------- | --- | -- | -- | --- | --- | ------- | ------- | --- | -- | --- | ----- |
|  | Partit d'Acció Democràtica (SDA)                          | 14  | 2  | 16 | 20  | 12  | 10      | 7       | -   | 15 | 2   | 98    |
|  | Partit per Bòsnia i Hercegovina (Za BiH)                  | 5   | 1  | 6  | 6   | 8   | 5       | 5       | -   | 10 | 1   | 47    |
|  | Partit Socialdemòcrata (SDP)                              | 4   | 3  | 11 | 6   | 5   | 3       | 3       | -   | 10 | 1   | 46    |
|  | Unió Democràtica Croata de Bòsnia i Hercegovina (HDZ/HNZ) | -   | 10 | -  | 2   | -   | 10      | 15      | 18  | -  | 13  | 68    |
|  | Partit Croat dels Drets                                   | -   | 1  | -  | -   | -   | -       | -       | 1   | -  | 1   | 3     |
|  | Nova Iniciativa Croata                                    | -   | 3  | -  | -   | -   | 2       | -       | -   | -  |     | 5     |
|  | Partit Camperol Croat                                     | -   | 1  | -  | -   | -   |         |         |     | -  |     | 1     |
|  | Partit del Poble Treballador per al Millorament           | -   | -  | -  | -   | -   | -       | -       | 2   | -  | 2   | 4     |
|  | Partit dels Pensionistes de Bòsnia i Hercegovina          | -   | -  | -  | 1   |     |         | -       |     | -  |     | 1     |
|  | Unió Democristiana Croata (HKDU)                          | -   | -  | -  | -   | -   | -       | -       | 1   | 2  | -   | 3     |
|  | Bloc Croat de Dretes (HPB)                                | -   | -  | -  | -   | -   | -       | -       | 1   |    | -   | 1     |
|  | Comunitat Democràtica Popular                             | 7   | -  | -  | -   | -   | -       | -       | -   | -  | -   | 7     |
|  | Partit Bosnià (BOSS)                                      | -   | -  | 2  | -   | -   | -       | -       | -   | -  | -   | 2     |
|  | Aliança dels Socialdemòcrates Independents                | -   | -  | -  | -   | -   | -       | -       | -   | -  | 3   | 3     |

Font - Comissió Electoral Central de Bòsnia i Hercegovina